# Chouchou (film, 1917)
 (juillet 2025).
Pour les articles homonymes, voir Chouchou.
Pour plus de détails, voir Fiche technique et Distribution.
Chouchou est un film français réalisé par Henri Desfontaines, sorti en 1917.

## Fiche technique
- Titre : Chouchou
- Réalisation : Henri Desfontaines[1]
- Scénario : Paul Garbagni[1]
- Société de production : Fontana Films[1]
- Distribution : Agence Générale Cinématographique[1]
- Format : noir et blanc - Muet
- Date de sortie : 9 février 1917[1]

## Distribution
Source : cinema.encyclopedie.films.bifi.fr
- Robert Allard : Chouchou
- Jacques Grétillat : Valpreux
- Jean Ayme : Verdier
- Jeanne Grumbach : madame Jordaël
- Suzy Depsy : Jeannine Dorval
- Louis Dubus : Derbigny